# سه‌سوئه
سه‌سوئه (به اسپانیایی: Sesué) یک دهستان در اسپانیا است که در استان اوئسکا واقع شده‌است. سه‌سوئه ۵٫۲۰ کیلومتر مربع مساحت و ۱۳۰ نفر جمعیت دارد.